# Ecce homo (Bosch, Francfort-sur-le-Main)
Pour les articles homonymes, voir Ecce homo (homonymie).
Ecce homo est un tableau (huile sur panneau) attribué à Jérôme Bosch, probablement peint vers 1485 et conservé au musée Städel de Francfort-sur-le-Main.

## Description
La composition est proche de gravures de la seconde moitié du XVe siècle réalisées par Martin Schongauer et Israhel van Meckenem : à gauche, Ponce Pilate, reconnaissable au sceptre qu'il tient en main, désigne le Christ, courbé par la torture et couronné d'épines, à une foule agitée et grimaçante située en contrebas à droite.

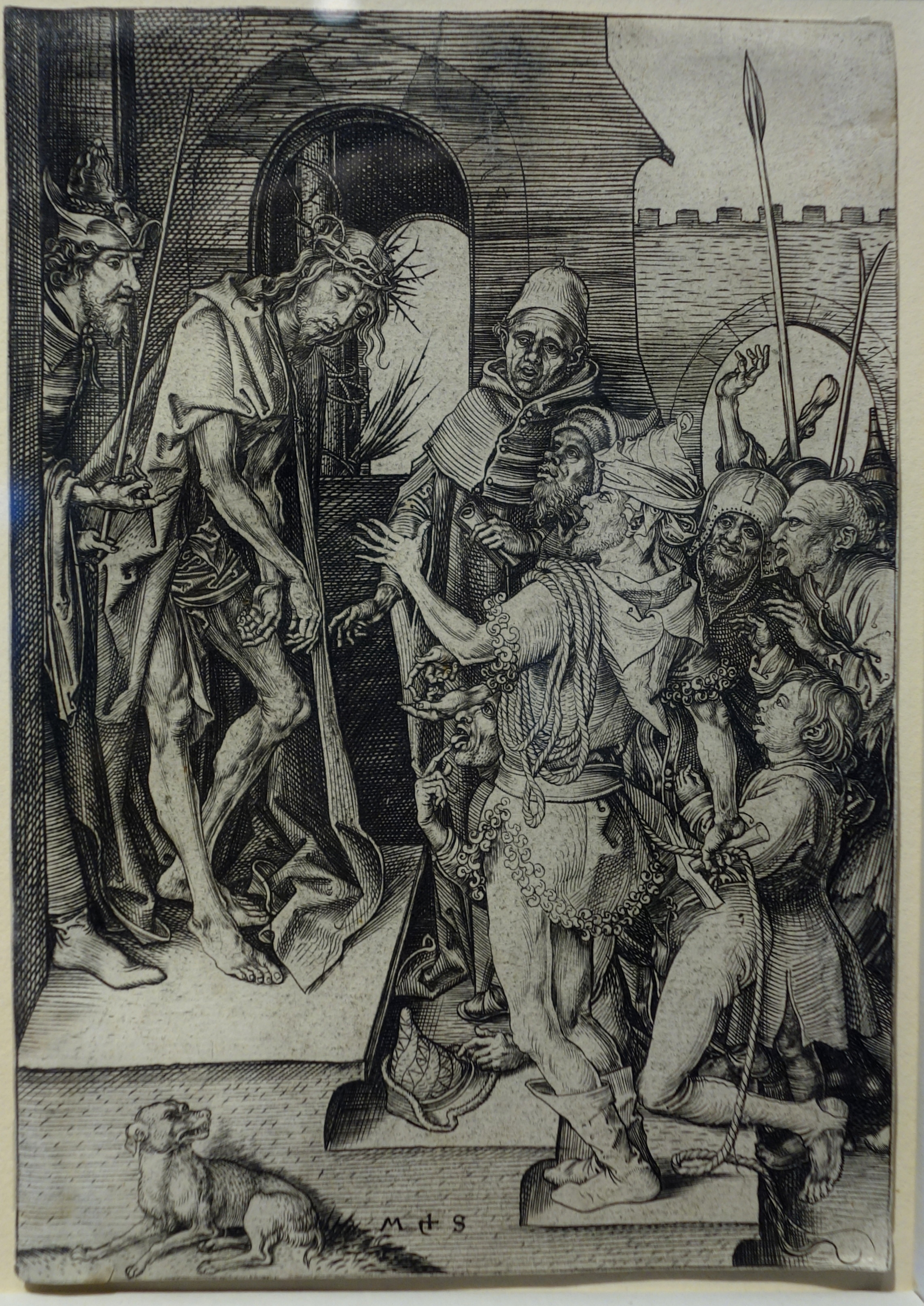
Martin Schongauer, Ecce homo, gravure, avant 1491.
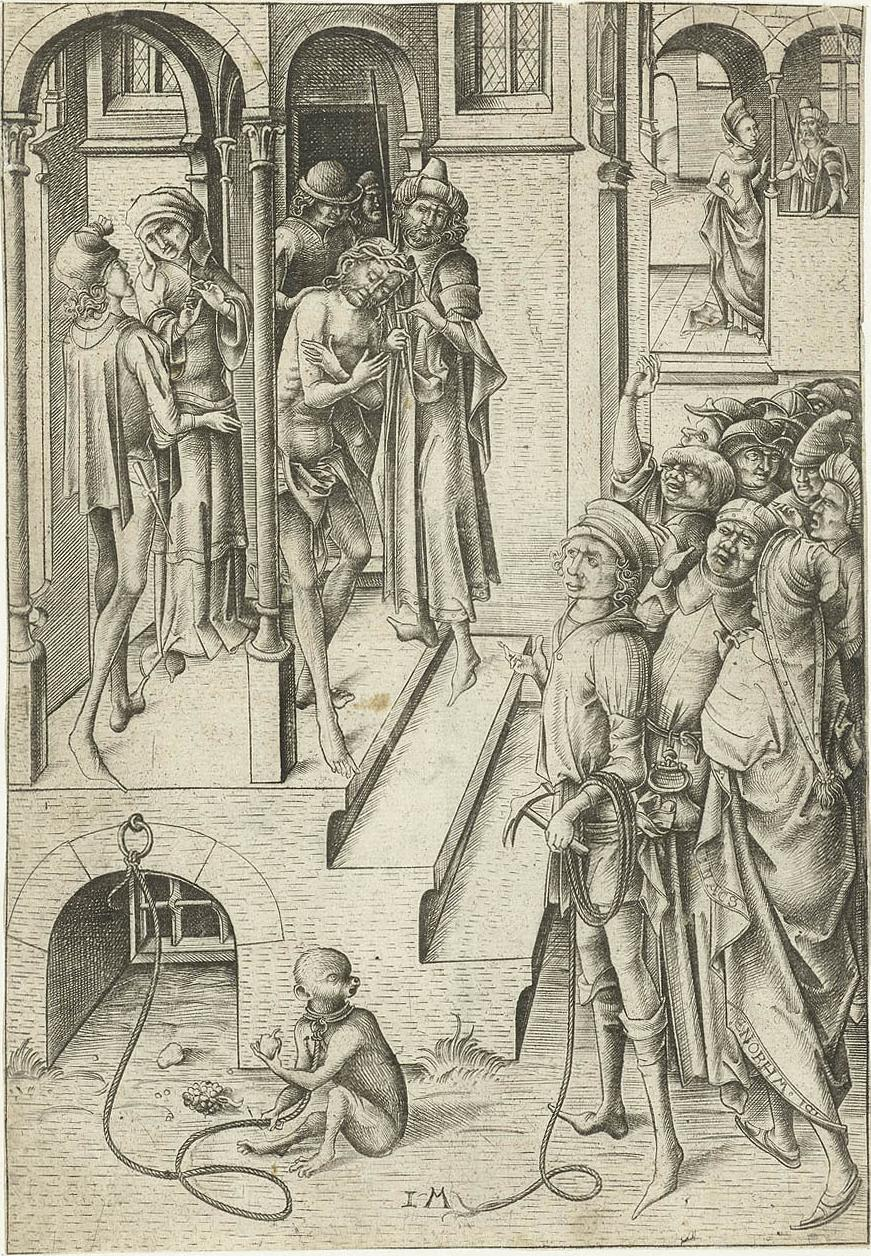
Israhel van Meckenem, Ecce homo, gravure, avant 1503.

Afin d'accentuer le caractère dramatique de la scène, le peintre a représenté l'empreinte sanglante du pied du Christ.
Alors que l'iconographie médiévale situe généralement la scène dans un lieu clos, l'Ecce homo de Francfort s'ouvre, à l'arrière-plan, sur un paysage urbain peuplé de nombreux personnages. L'un d'entre eux tient un étendard rouge orné d'un croissant de lune. Selon Walter Bosing, il s'agirait d'une allusion aux Turcs ottomans, considérés comme les principaux adversaires de la chrétienté, notamment depuis la chute de Constantinople (1453).
Au premier plan, on distingue avec peine deux groupes de personnages agenouillés se faisant face. Réalisés selon une échelle différente des personnages principaux, ils avaient été recouverts par un surpeint devenu transparent avec le temps puis largement éliminé lors d'une restauration. En tête du groupe de gauche se trouve un homme, probablement le commanditaire du tableau, dont on aperçoit encore la moitié du visage. Derrière lui se trouvent un moine et six enfants. Il s'agit certainement de membres de sa famille, tout comme les six fillettes du groupe de droite. Celui-ci est mené par l'épouse du commanditaire, dont la silhouette est discernable sur le vêtement blanc d'un des badauds grimaçants.
À la manière de phylactères transparents, les paroles prononcées par plusieurs personnages sont écrites en lettres d'or. Outre l'expression de Pilate (Ecce homo), on peut ainsi lire Crucifige eu[m] (« crucifiez-le ») au dessus de la foule haineuse et la prière Salva nos xp[ist]e r[e]de[m]ptor (« Sauve-nous, Christ rédempteur ») près de la bouche du moine.

## Historique
Réalisé après 1476 (selon les résultats d'une analyse dendrochronologique), ce panneau a peut-être été peint en tant que tableau commémoratif pour le couvent des dominicains de Bois-le-Duc, comme pourrait le suggérer la présence d'un moine aux côtés du commanditaire. Ce dernier et sa famille ont été supprimés par l'artiste pour une raison inconnue. Le même phénomène est observable sur plusieurs autres tableaux de Bosch, dont le Saint Jean-Baptiste du musée Lázaro Galdiano (vers 1490-1495), où une plante étrange recouvre l'effigie d'un commanditaire.
Vers 1495-1500, Peter van Os, greffier communal de Bois-le-Duc, commande à l'atelier de Bosch un triptyque commémoratif (musée des Beaux-Arts de Boston) dont le panneau central, un Ecce homo, reprend à la fois la disposition et les personnages de la foule du panneau de Francfort.
Une autre copie du panneau (dépôt du Rijksmuseum Amsterdam au musée d'art religieux d'Uden), issue du couvent des brigittines de Koudewater, a été réalisée par un suiveur vers 1530 ou 1550. De moindre qualité, elle montre un prisonnier (probablement Barabbas) derrière le soupirail grillagé d'un cachot, au bas du mur à gauche.

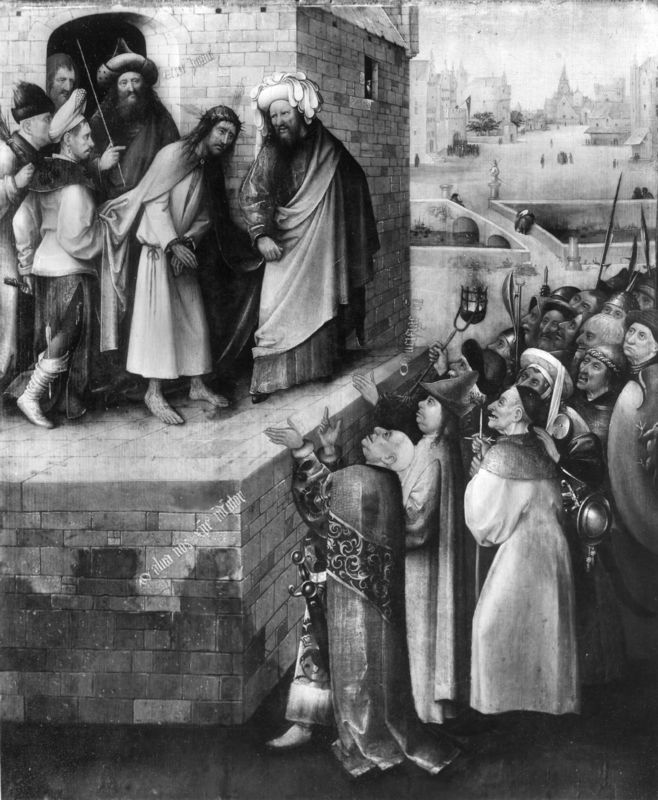
Photographie de l’œuvre avant la restauration de 1983.
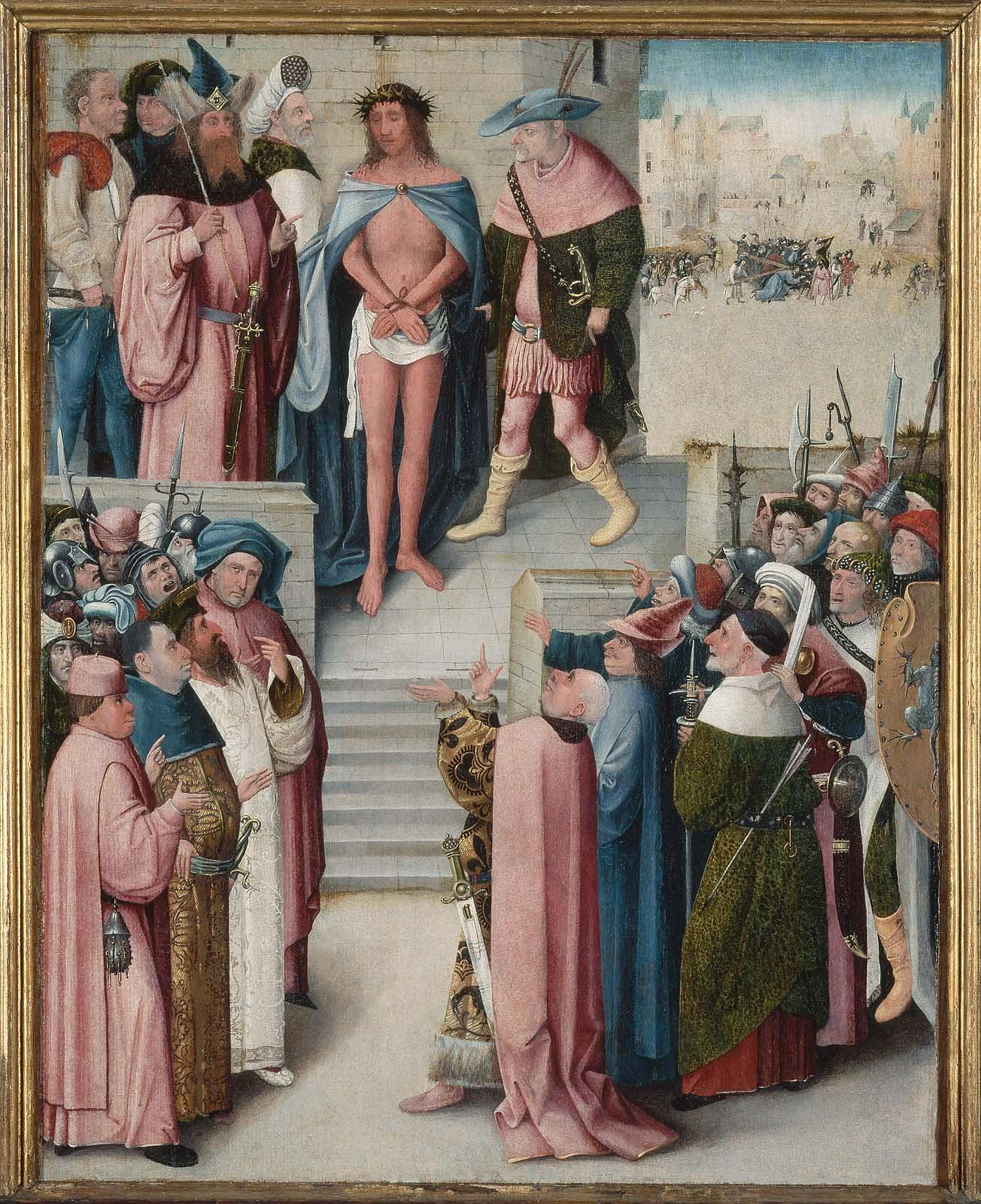
Panneau central du triptyque de Boston.
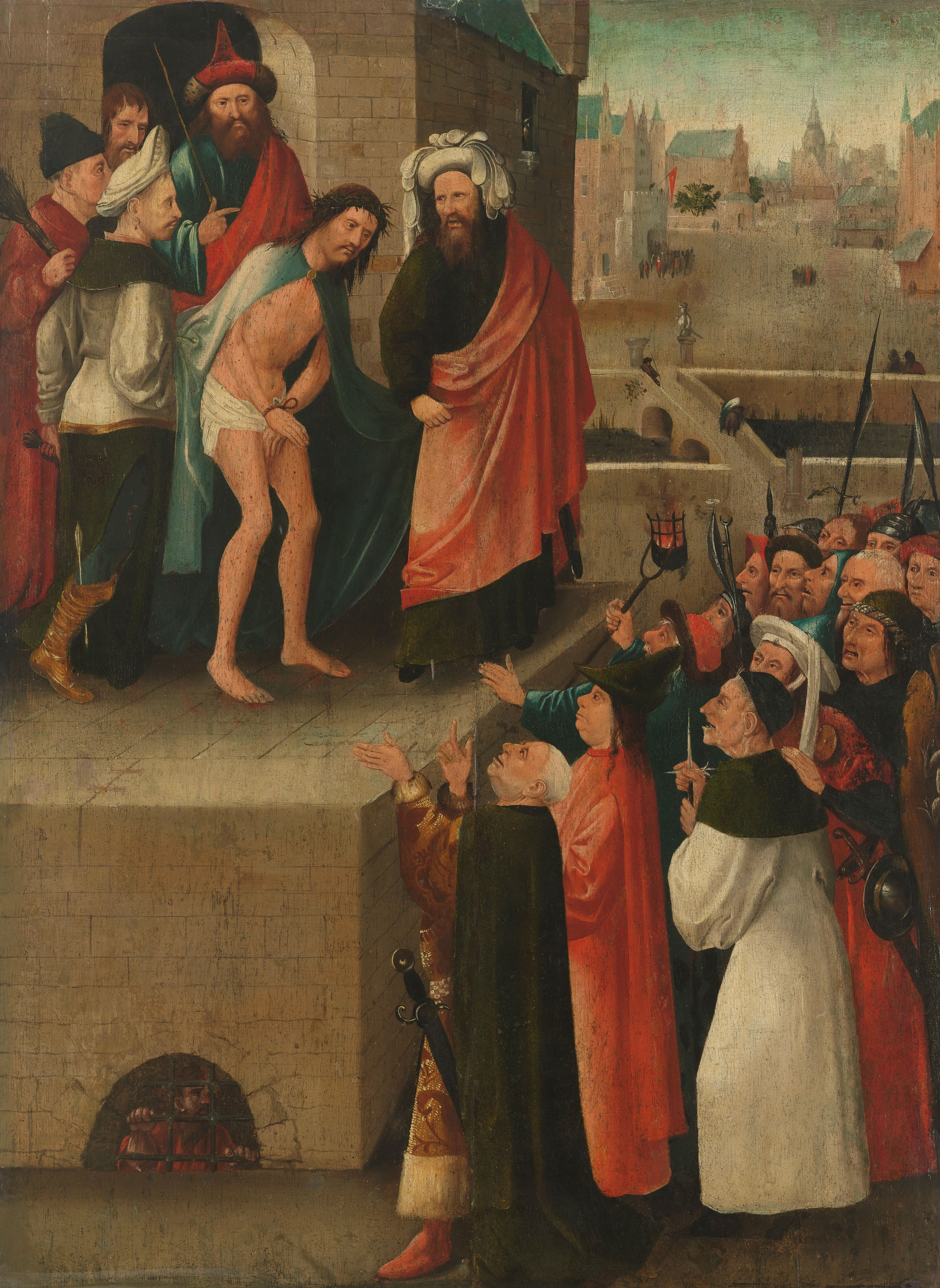
Copie d'Uden (vers 1530 ou 1550).

Transmis par héritage aux familles gantoises della Faille et Pycke, le panneau original est exposé pour la première fois à Gand en 1889 par le baron de Combrugge-Pycke. Passé après 1902 dans la collection berlinoise de Richard von Kaufmann, il est acquis en 1917 par le musée Städel de Francfort. Lors de sa restauration, en 1983, il a été décidé de supprimer le surpeint ancien afin de faire réapparaître les personnages du premier plan, révélés par des radiographies depuis les années 1930, et d'éliminer la tunique qui avait été ajoutée pour recouvrir le corps ensanglanté du Christ.

## Attribution à Bosch
En 1889, Henri Hymans pense tout d'abord à Jérôme Bosch mais il attribue finalement le tableau à Henri Bles après avoir interprété comme une signature de ce peintre mosan la petite chouette cachée dans l'embrasure de la seule fenêtre du bâtiment. Le conservateur du musée des Beaux-Arts de Gand, Louis Maeterlinck, retient cependant l'attribution à Bosch. Après avoir communiqué une photographie de l’œuvre à plusieurs de ses collègues, il est rejoint dans son hypothèse par Georges Lafenestre (Paris), Abraham Bredius (La Haye), August Schaeffer von Wienwald (Vienne), Max J. Friedländer et Wilhelm von Bode (Berlin). Le plus catégorique de ces experts est Schaeffer, qui reconnaît des ressemblances entre cet Ecce homo et le triptyque vénitien de sainte Wilgeforte.
Malgré le procédé inhabituel consistant à calligraphier les paroles des personnages, plusieurs éléments plaident en faveur de l'attribution à Bosch, notamment la finesse du paysage de l'arrière-plan, les physionomies caricaturales de certains bourreaux ou badauds, la torche peinte alla prima brandie par l'un d'eux, ou encore le détail de la chouette. Le rapace nocturne est en effet présent dans plusieurs œuvres du maître, dont l'Adoration des mages de New York (v. 1475), le volet gauche du Jardin des délices (v. 1495-1505), La Nef des fous (v. 1500-1510), Le Vagabond de Rotterdam (v. 1500-1510), le panneau central du Chariot de foin (v. 1510-1516), ainsi que dans plusieurs de ses dessins.
Frédéric Elsig estime qu'il s'agirait plutôt d'une œuvre d'atelier, à laquelle le jeune Jérôme a pu collaborer, mais de manière subalterne à son frère aîné Goessen van Aken, qui a dirigé l'atelier familial entre la mort d'Anthonius van Aken, vers 1478, et la sienne, survenue en 1497.